# マイケル・ウォルフ
マイケル・ウォルフ（英: Michael Wolff、1953年8月27日 - ）はアメリカの著作家、エッセイスト、ジャーナリスト、コラムニストである。『USAトゥデイ』、『ハリウッド・リポーター』、それから『GQ』のイギリス版へ寄稿している。彼はナショナル・マガジン・アウォーズ（National Magazine Awards）を2度受賞し、ミラー・アウォーズ（Mirror Awards）を1度受賞している。彼はこれまでに7冊の著書を著してきた。その中には彼自身のインターネット関連企業を題材にした『Burn Rate』（1998年）や、ルパート・マードックの伝記である『The Man Who Owns the News』（2008年）が含まれる。彼はニュース総合ウェブサイト『Newser』を共同で設立した。また彼は『Adweek』誌の元編集者でもある。
2018年1月、ウォルフの著書『炎と怒り : トランプ政権の内幕』が出版された。この著書にはアメリカ大統領ドナルド・トランプの振る舞いやホワイトハウスの高官同士の混沌としたやりとりが世間におもねらない仕方で記述されていた。またこの著書には前ホワイトハウス首席戦略官スティーブン・バノンによるトランプ・ファミリーを見くびるようなコメントまでもが記されていた。1月5日に発売された直後、この著書は『ニューヨーク・タイムズ』紙によって第1位のベストセラーとして報じられた。